# 不思議の国のアリス症候群
不思議の国のアリス症候群（ふしぎのくにのアリスしょうこうぐん、Alice in Wonderland syndrome、AIWS、アリス症候群）とは、知覚された外界のものの大きさや自分の体の大きさが通常とは異なって感じられることを主症状とし、様々な主観的なイメージの変容を引き起こす症候群である。 この症候群の名前は、ルイス・キャロルの児童文学『不思議の国のアリス』で薬を飲んだアリスが大きくなったり小さくなったりするエピソードに因んで、1955年にイギリスの精神科医トッド（英語: John Todd）により名付けられた。

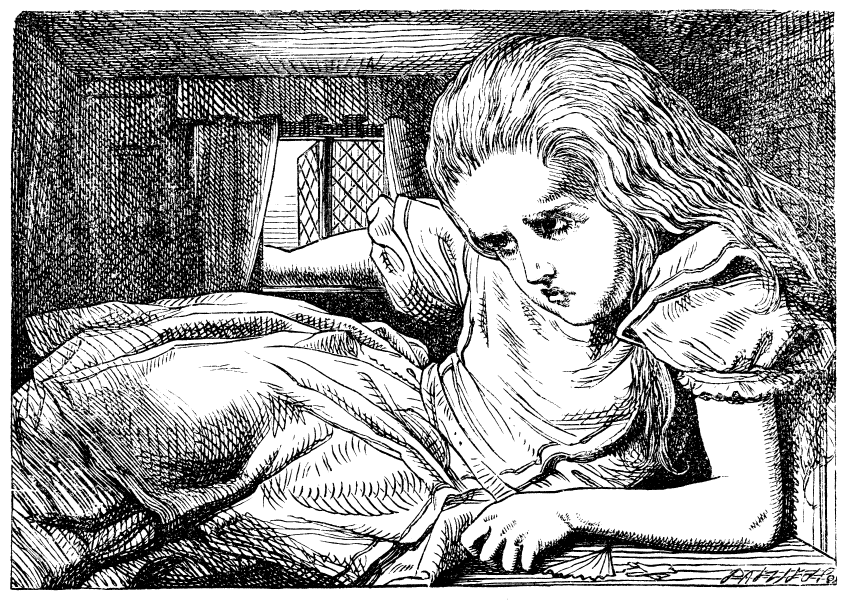
ジョン・テニエルの挿し絵

## 症状
典型的な症状は、眼に障害がなく外界が通常と同じように見えていると考えられるにもかかわらず、一方では主観的にそれらが通常よりも極めて小さな、または大きなものになったように感じられたり、ずっと遠く、あるいは近くにあるように感じられたりする。 例えば、子供が、自分の母親が自分より小さくなったように感じたり、蚊が数十 cm もあるように見えたりする。 自分の体は逆にそれぞれ大きく、または小さくなったように思うこともある。 外界が小さく感じられるものを小視症、大きく感じられるものを大視症、ひずんで感じられるものを変視症 と呼ぶ場合もあるが、これらの呼称は眼底疾患など視覚そのもの障害による症状においても用いられている。
この症状にはさまざまなバリエーションがある。対象や位置が限定されており、例えば、人の顔以外を見たときにのみこの現象が現れたり、視野の右半分だけが 2 倍の大きさになったように感じたり、テレビに全身が映った人物の顔と体の比率が歪み、何頭身であるかを認識できなくなったりする。 大きさだけでなく色覚についても異常が起こることもあり、例えば自分の母親が緑色に見えたりする。また、この現象は視覚だけでなく時間の感覚に関して類似した現象が起こることもあり、時間の進み方が速くなったり遅くなったりしたように感じる人もいる。 空中を浮遊するような感覚も特徴とし、現実感の喪失や離人症状も現れることがある。 現象は数分で終わることが多いが、何日も継続する場合もある。
この症状は、ヘルペスウイルス科の一種のエプスタイン・バール (EB) ウイルスの初期感染で引き起こされた中枢神経系の炎症での報告が多い。 EBウイルスは、日本では子供のころにほとんどの人が感染するもので、おそらくこのために、子供のころ一過性のこの症状を体験した人は比較的多い。 大人になっても不思議の国のアリス症候群を定常的にもつ人の多くは偏頭痛をもっている。 また、他のウイルスによる脳炎、てんかん、統合失調症の患者からも報告されることがある。さらにある種の向精神薬によってもこの症状が現れることがある。またまれにうつ病の前触れとなったという報告もある。ルイス・キャロルは偏頭痛に悩んでいたことが知られており、彼自身がこの症状をはじめとする作品内のエピソードを体験していたかもしれないとする推測がある。
このような症状がどのようにして起こるのかはまったく不明である。 症候群自体の認識が薄いこともあり、報告は多くない。 EBウイルスに罹患した患者において、限定された画像法でのみ短期間で一過性の大脳皮質の広範囲の変異が認められたという報告があるが、限局した病巣を認めるような報告はなく、脳の広い範囲が関わっているものと示唆される。

## 鑑別診断
知覚変容発作は、自身が発作であると認識できるような突然の数分から数時間の発作的な、視覚的な変容の特徴があり、多くは不快感を伴う。うつ病や小児自閉症でも抗精神病薬の使用でも生じるようになり、抗精神病薬を中止することによっておさまる抗精神病薬誘発性の症状である。
フラッシュバックは、幻覚剤の体験に関連し、薬物の中止後かなり後にも生じることがあり、幻覚であることの自覚があり視覚的な特徴を持つ。数秒から数分のことが多く、以前の薬剤の体験に関したものである。